# Шагалин, Сергей Иванович
Сергей Иванович Шагалин — советский военный и государственный деятель, полковник.

## Биография
Родился в 1914 году в селе Верхний Услон. Член КПСС с 1940 года.
В РККА с 1936 года.
Участник Великой Отечественной войны: старший адъютант 23-го отдельного мото-понтонного мостового батальона, заместитель начальника, начальник штаба 4-й понтонно-мостовой Днепропетровской Краснознамённой бригады
По выходе в отставку — председатель Совета ветеранов Бауманского/Вахитовского района города Казани.
Умер в 1996 году в Казани.

## Награды
- Орден Красного Знамени (28.08.1942, 1968)
- Орден Отечественной войны I степени (28.05.1945, 06.04.1985)
- Орден Красной Звезды (07.03.1945, 13.06.1952)
- Орден Virtuti Militari 5 степени[2]